# Actes et paroles - Depuis l'exil

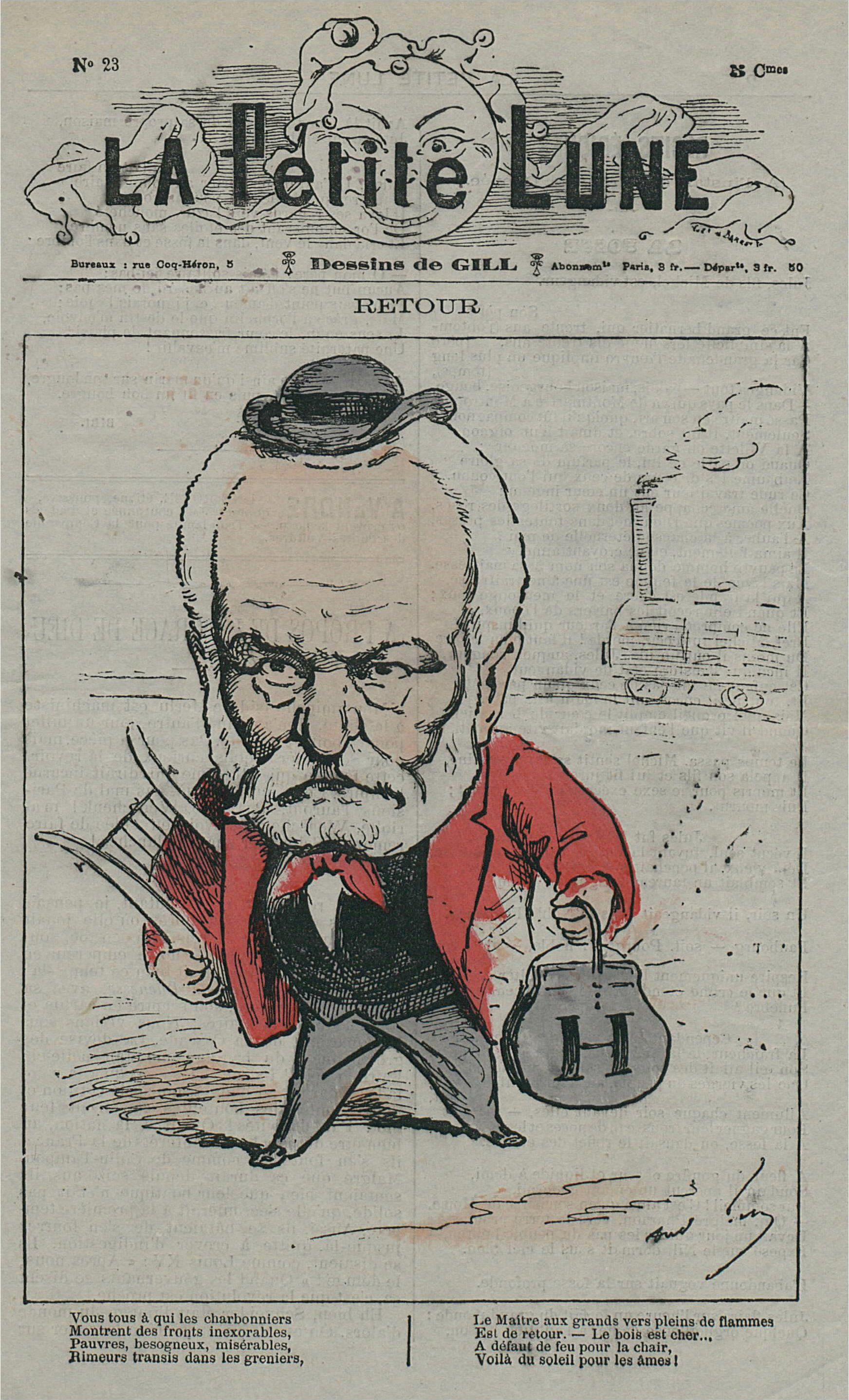
Le retour en France de Victor Hugo, caricature d'André Gill.

Actes et paroles - Depuis l'exil est un recueil de textes politiques écrits par Victor Hugo entre 1870 et 1876, et publié en 1876.

## Présentation
Ce recueil, précédé de Actes et paroles - Avant l'exil et Actes et paroles - Pendant l'exil, dévoile la pensée politique hugolienne et son engagement public après la chute du Second Empire.
Il rassemble des discours, déclarations publiques et textes politiques destinés au Sénat.
Le Tome III rassemble des textes souvent repris par la presse écrite : appel aux Allemands, aux Français, aux Parisiens pendant la guerre de 1870, réflexions sur la condition sociale de l’enfant et de la femme, expression de son optimisme sur l’avenir de l’Europe, appel à la paix.
Le Tome IV rassemble des textes exposant le combat de Victor Hugo pour l'amnistie des communards, pour la colonisation, pour la civilisation et la paix étendues au genre humain, contre le cléricalisme et le despotisme.